# Николич, Велько
Велько Николич (серб. Вељко Николић; род. 29 августа 1999, Белград) — сербский футболист, полузащитник лимасольского «Ариса».

## Клубная карьера
Николич — воспитанник клуба ОФК. 27 августа 2016 года в матче против ЧСК Пивара он дебютировал в Первой лиге Сербии. В том же году Николич перешёл в «Црвену звезду». 23 ноября 2019 года в матче против «Раднички» он дебютировал в чемпионат Сербии. 15 февраля 2020 года в поединке против «Чукарички» Велько забил свой первый гол за «Црвену звезду». В составе клуба Николич дважды выиграл чемпионат и завоевал Кубок Сербии.
В июне 2023 года перешёл в кипрский «Арис», с которым подписал трёхлетний контракт

## Международная карьера
В 2016 году в составе юношеской сборной Сербии Николич принял участие в юношеском чемпионате Европы в Азербайджане. На турнире он сыграл в матчах против команд Италии, Испании и Нидерландов.

## Достижения
Командные
«Црвена звезда»
- Чемпион Сербии (4): 2019/20, 2020/21, 2021/22, 2022/23
- Обладатель Кубка Сербии (3): 2020/21, 2021/22, 2022/23

«Арис» Лимасол
- Обладатель Суперкубка Кипра: 2023